# らん・らんバス
らん・らんバスは、兵庫県南あわじ市がみなと観光バス及び南あわじ観光タクシーに運行委託しているコミュニティバスである。
名称の「らん・らん」は「LAN（Local Area Network）・RUN（走る）」の意味である。
なお、兵庫県小野市と愛知県東海市でも「らんらんバス」の名称でコミュニティバスを運行しているが、関連性はなく、これらの名称には中黒「・」が無い。
前者は覚えやすい・夢を乗せて走る・気分転換にいろんなところへ走る。後者は名産品の洋ランより由来している（各自治体ホームページより）。

## 概要
南あわじ市内に居住する高齢者などの交通弱者における日常移動手段を確保するために運行されている。

## 歴史
- 2006年（平成18年）
  - 4月3日 : 旧三原町地区（陸の港西淡～榎列～八木～市～陸の港西淡：Aルート、陸の港西淡～国衙～神代～浦壁～市～陸の港西淡：Bルート）が淡路交通の委託にて運行を開始。
  - 10月1日 : 淡路交通の福良から阿万・灘地区間の路線廃止を受けて、同路線を一部改変して「すいせん号」（福良地区～阿万・灘地区）として、みなと観光バスに委託、運行を開始する。
- 2008年（平成20年）
  - 4月 : らん・らんバスの運行・運賃体系見直しを行い、5月から運賃を大人で200円均一から300円均一に変更、新たに一日フリーパス券が発行される、料金区分に「大人」「後期高齢者（75歳以上）、中学・高校生」「小人、身障者」の3つに分類、路線では新たに旧緑町地区にも路線を拡大し、旧西淡町地区で運行していた「せい太くんバス」も「らん・らんバス」に編入（ただし名称は残る）と発表される。
  - 4月1日 : 淡路交通に委託運行していた旧三原町地区の運行事業者を、当日からみなと観光バスに変更する、今後の路線拡大に向けて乗り継ぎの円滑化（遅延などでの無線連絡を円滑にすすめるなど）を図るため事業者を一本化した。
  - 4月26日 : 新体制「らん・らんバス」の出発式。
  - 5月1日 : 新体制での運行を開始。
- 2013年（平成25年）
  - 4月1日 : 新体制での運行を開始。みなと観光バスに委託していた「しづおり号」を廃止し、大阪第一興業（後に南あわじ観光タクシーに改名）の委託で北循環線とデマンドバス2路線が運行開始される。
- 2015年（平成27年）
  - 4月1日 : 新体制での運行を開始。らんちゃん号が運行開始される。
- 2018年（平成30年）
  - 4月1日 : 新体制での運行を開始。デマンドバス廃止。

## 運賃

### 運賃の概要
- 一日フリーパス券または回数券は車内で販売する。
- 回数券は「小児・障害者」の設定はない。
- 一日フリーパス券の新設により乗り継ぎ券の発行が終了となった。
- 65歳以上は介護保険被保険者証等、公的な身分証明書を運転手に提示する必要がある。
- 南あわじ市民で75歳以上は後期高齢者医療被保険者証等を運転手に提示する必要がある。
- 南あわじ市民で身体障害者手帳、療育手帳、精神障害者保健福祉手帳の何れかを運転手に提示すると運賃無料。
- 学生フリーパス券及び学期フリーパス券は中学生・高校生のみで生徒証を運転手に提示する必要がある。
- 2008年（平成20年）4月までに発行された回数券は、追加金額（100円）を支払うと乗車できる。ただし、淡路交通の回数券は利用できない。
- 南淡路バス乗り放題きっぷは利用可能。

### 各種回数券の種類
全線共通で使用可能。
一回乗車
大人：300円　中学・高校生、65歳以上：200円　小児・身体障害者・南あわじ市民で75歳以上：100円。
一回乗車用回数券（11枚つづり）
大人：3000円　中学・高校生、65歳以上：2000円　南あわじ市民で75歳以上：1000円。
一日フリーパス券
大人：600円　中学・高校生、65歳以上：400円　小児・身体障害者・南あわじ市民で75歳以上：200円。
一日フリーパス用回数券（11枚つづり）
大人：6000円　中学・高校生、65歳以上：4000円　南あわじ市民で75歳以上：2000円。
学生フリーパス券
1ヶ月：4000円　3ヶ月：10000円　6ヶ月：16000円
学期フリーパス券
1学期：11000円　2学期：12000円　3学期：9000円
一年フリーパス券
南あわじ市民で75歳以上または65歳以上で運転免許自主返納者：8000円。なお運転免許自主返納者は申請した1回限りで無料で交付される。

## 路線
路線は番号ではなく、路線名の愛称が付けられている。
2019年（令和元年）10月1日に改正。

### みなと観光バス運行便

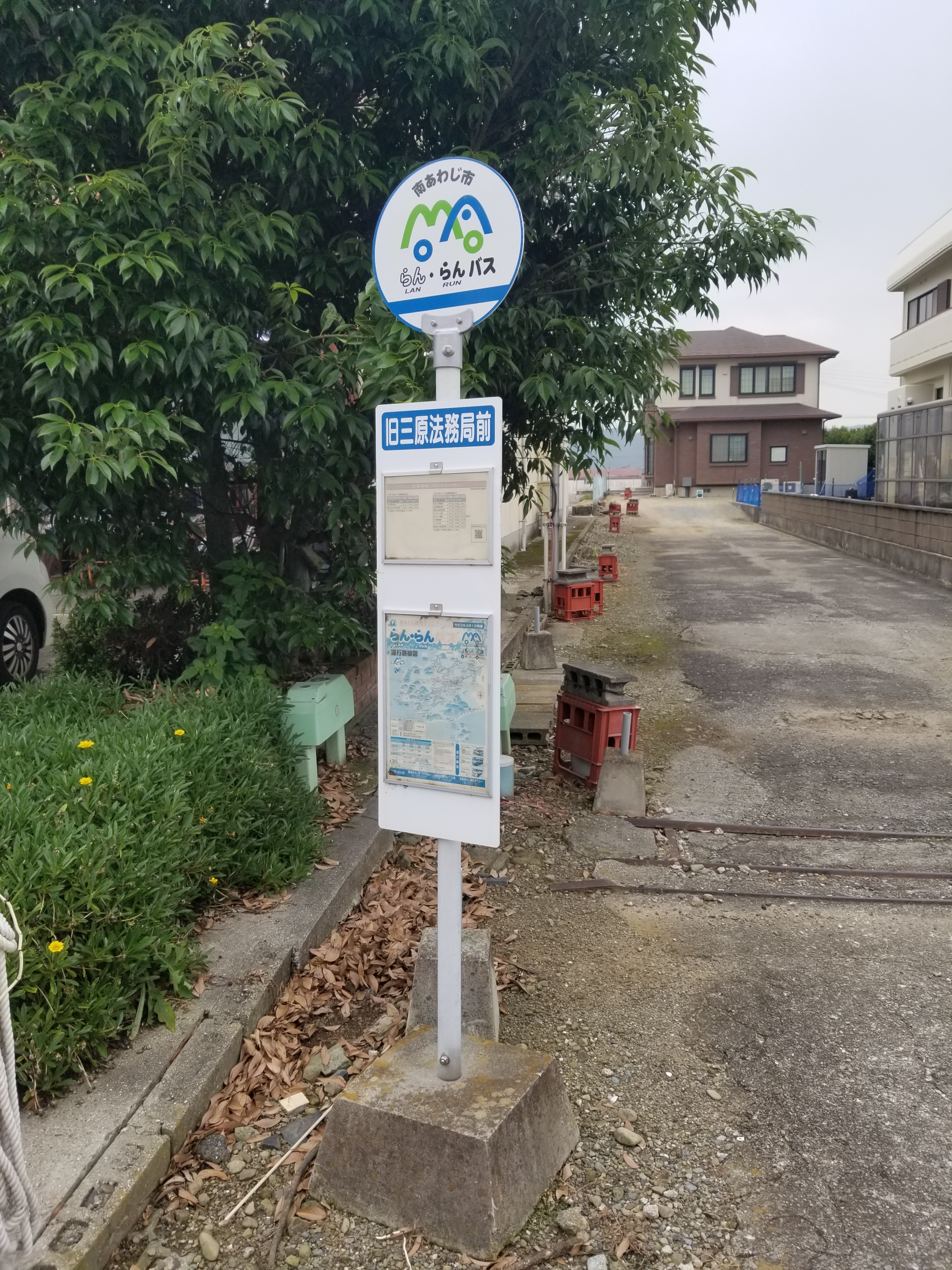
らん・らんバス バス停

■中央循環線（らんちゃん号）
陸の港西淡 - 南あわじ市役所  - イングランドの丘 - 中林病院前 - イオン南淡路店前 - 陸の港西淡
■南北幹線（すいせん号）
来川・沼島汽船場前 - 中林病院前 / 陸の港西淡
来川 - 沼島汽船場前間は洲本市コミバスによる運行が3往復あり、うち2往復が沼島汽船場前で南北幹線と接続する。
■東循環線（さんちゃん号）
- 榎列・八木ルート：南あわじ市役所 - おのころ島神社前 - 南あわじ市役所
- 八木・市ルート：南あわじ市役所 - さんゆー館前 - 中央公民館前 - 南あわじ市役所
- 市・神代ルート：南あわじ市役所 - 神代小学校前 - さんゆー館前 - 南あわじ市役所

■西循環線（せい太くん号）
淡路三原高校前 / 陸の港西淡 - 淡路島南IC / 湊
■南循環線（うずしお号）
- 福良ルート：中林病院前 - イオン南淡路店前 - 淡路人形座前 - 中林病院前
- 賀集ルート：中林病院前 - 賀集 - 萬福寺前 - 中林病院前

### 南あわじ観光タクシー運行便
■北循環線（ゆめるん号）
- 松帆ルート：湊 - 掃守 - 南あわじ市役所 - イングランドの丘
- 広田ルート：広田地区公民館前 - 中八木 - 南あわじ市役所
- 倭文ルート：広田地区公民館前 - 倭文 - 南あわじ市役所

## 使用車両
中央循環線・南北幹線・西循環線（一部便を除く）
三菱ふそう・ローザの前輪独立懸架仕様（PDG-BE64DG）を特注で路線バス仕様としている。乗降口には収納式ステップ、後部に車椅子用リフトを備える。
東循環線・南循環線（全便）及び中央循環線・南北幹線・西循環線（一部便）
トヨタ・ハイエース コミューターを使用。
北循環線
トヨタ・ハイエース ワゴンを使用。